# Eupithecia repentina
Eupithecia repentina är en fjärilsart som beskrevs av András Vojnits och De Laever 1978. Eupithecia repentina ingår i släktet Eupithecia och familjen mätare. Inga underarter finns listade i Catalogue of Life.